# گونتر (خواننده)
گونتر (سوئدی: Günther؛ زادهٔ ۲۵ ژوئیهٔ ۱۹۶۷) خواننده-ترانه‌پرداز اهل سوئد است. وی از سال ۱۹۸۵ میلادی تاکنون مشغول فعالیت بوده‌است.
وی بیشتر در سبک‌های یوروپاپ، یورودنس و یوروبیت فعالیت دارد.

## تک‌آهنگ‌ها
- "Ding Dong Song" (با The Sunshine Girls) (۲۰۰۴)
- "Teeny Weeny String Bikini" (با The Sunshine Girls) (۲۰۰۴)
- "Touch Me" (با Samantha Fox) (۲۰۰۴)
- "Crazy and Wild" (با The Sunshine Girls) (۲۰۰۴)
- "Tutti Frutti Summer Love" (با The Sunshine Girls) (۲۰۰۵)
- "Christmas Song (Ding Dong)" (با The Sunshine Girls) (۲۰۰۵)
- "Like Fire Tonight" (با The Sunshine Girls) (۲۰۰۶)
- "Sun Trip (Summer Holiday)" (با The Sunshine Girls) (۲۰۰۷)
- "Famous" (با The Sunshine Girls) (۲۰۱۰)
- "Pussycat" (با The Sunshine Girls) (۲۰۱۱)
- "No Pantalones" (با The Sunshine Girls) (۲۰۱۶)
- "Love Yourself" (با D'Sanz) (۲۰۱۶)
- "DYNAMITE" (با Blizz Bugaddi و AM Big Dong) (۲۰۱۷)